# Carlos Tenorio
Carlos Vicente Tenorio Medina (Esmeraldas, 14 maggio 1979) è un ex calciatore ecuadoriano, di ruolo attaccante.

## Caratteristiche tecniche
Carlos Tenorio gioca come punta centrale; è dotato di una grande velocità palla al piede, molto forte nelle azioni di dribbling, abile nelle fasi di rifinitura con entrambi i piedi ed anche di testa.

## Carriera

### Club
Carlos Tenorio ha iniziato la sua carriera da calciatore professionista in patria nel 2001 con la maglia del LDU Quito, dove è rimasto sino al 2003, anno in cui si trasferisce in Arabia Saudita per giocare con l'Al-Nassr, dove diventa il miglior marcatore del campionato saudita.
Dal 2004 al 2009 gioca in Qatar con l'Al-Sadd, con cui ha avuto maggiore fortuna, classificandosi secondo nella classifica cannonieri dopo Gabriel Batistuta nel 2004 e vincendo il campionato per 3 volte (2004, 2006 e 2007), la coppa nazionale per 2 volte (2005 e 2007), la Qatar Crown Prince Cup per 3 volte (2006, 2007 e 2008) e la Sheik Jassem Cup (2006). Nel 2006 vince il titolo di miglior marcatore della Qatari Stars League con 21 reti realizzate.
Nel 2009 passa a giocare nel campionato degli Emirati Arabi con la maglia del Al-Nasr, dove gioca sino al gennaio del 2012, quando si trasferisce in Brasile nel Vasco da Gama.

### Nazionale
Ha debuttato nella Nazionale ecuadoriana il 14 novembre 2001 contro il Cile, partecipando: ai Mondiali 2002 e 2006, alla CONCACAF Gold Cup 2002 ed alla Copa América 2007.
Ha segnato il primo gol dell'Ecuador ai Mondiali 2006 contro la Polonia.

## Palmarès

### Club
- Qatar Stars League: 3

Al-Sadd Sports Club (2004, 2006 e 2007)
- Sheik Jassem Cup: 1

Al-Sadd Sports Club (2006)
- Emir of Qatar Cup: 2

Al-Sadd Sports Club (2005 e 2007)
- Qatar Crown Prince Cup: 3

Al-Sadd Sports Club (2006, 2007 e 2008)

### Individuali
- Migliore marcatore della Qatari Stars League: 1

2006 (21 gol)
- Migliore marcatore del Campionato saudita di calcio: 1

2003 (15 gol)